# Frédéric Bettex

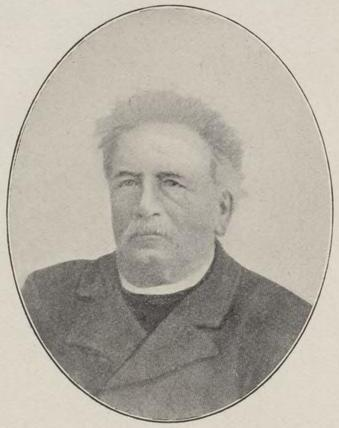
Frédéric Bettex

Jean Frédéric Bettex (* 9. April 1837 in Etoy, Waadt, Schweiz; † 14. September 1915 in Allmannsdorf, Baden-Württemberg, Deutschland) war ein Schweizer Lehrer und apologetischer Schriftsteller.

## Leben
Bettex, Sohn eines evangelisch-reformierten Pfarrers, erhielt seine Erziehung in Württemberg und studierte in Tübingen Mathematik, Naturwissenschaften und Kunstgeschichte. Er war Lehrer in Schottland und 27 Jahre Sprach- und Zeichenlehrer am Evangelischen Töchterinstitut in Stuttgart. Der König von Württemberg verlieh ihm den Professorentitel. 1902 gab er sein Lehramt auf und zog nach Überlingen am Bodensee.
Bettex wurde bekannt durch seine apologetischen Bücher, die auch solide naturwissenschaftliche und historische Kenntnisse widerspiegeln. Sie wurden in verschiedene Sprachen übersetzt und erfuhren Auflagen bis ins 21. Jahrhundert hinein.

## Werke
- Das erste Blatt der Bibel, 1885.
- Auf den Galeeren. Memoiren eines Hugenotten, 1887.
- Was dünkt dich von Christo?, 1893.
- Naturstudium und Christentum, 1896.
- Natur und Gesetz, 1897.
- Symbolik der Schöpfung und ewigen Natur, 1899.
- Das Wunder. Eine Deutung der Wunder Gottes in der Heiligen Schrift, 1899.
- Das Lied der Schöpfung, 1900.
- Die Bibel Gottes Wort, 1903.
- Bildung, 1904.
- Glaube und Kritik, 1904.
- Zweifel?, 1906.
- Das Buch der Wahrheit, 1907.
- Aus Israels Geschichte. Verlag von Theodor Urban, Striegau in Schlesien 1908.
- Von der Größe des dreieinigen Gottes, 1911.
- Das Ende. Die letzten Dinge nach der Schrift, 1913.